# 城后站
城後站（韓語：성후역）是朝鮮民主主義人民共和國咸镜北道吉州郡的一個鐵路車站，属于白头山青年线。

## 邻近车站
白头山青年线
南夕站 - 城後站 - 丰溪站